# Nethen
Pour le ruisseau, voir Nethen (ruisseau).
Nethen [netɛn] (en wallon Nete) est une section de la commune belge de Grez-Doiceau située en Région wallonne dans la province du Brabant wallon.
C'était une commune à part entière avant la fusion des communes de 1977.

## Démographie
- Sources:INS, Rem:1831 jusqu'en 1970=recensements, 1976= nombre d'habitants au 31 décembre

## Patrimoine et culture

### Patrimoine architectural
- Église Saint-Jean Baptiste.
- Motte médiévale remontant au Xe siècle.
- Château Savenel: érigé par l' Ordre des Carmes déchaussés à partir de 1687 et entouré d'une muraille de brique, longue de 2 850 mètres. Nationalisé après la révolution française et racheté en 1798 par des particuliers. Le domaine est un site classé.
- Château de Nethen des XVIIIe et XIXe siècles.
- Ferme de la Houlotte (1691).

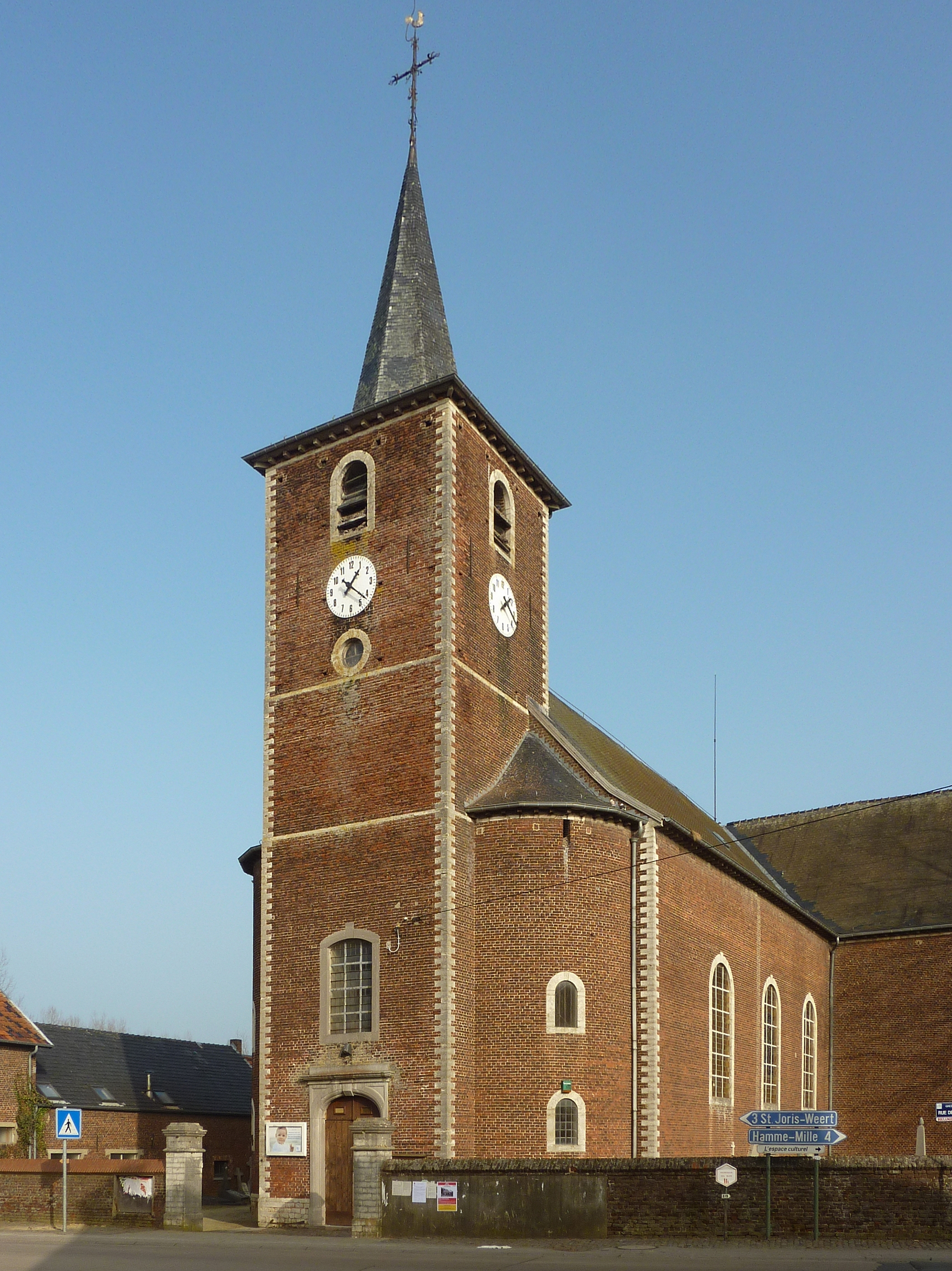
l'Église Saint-Jean-Baptiste.
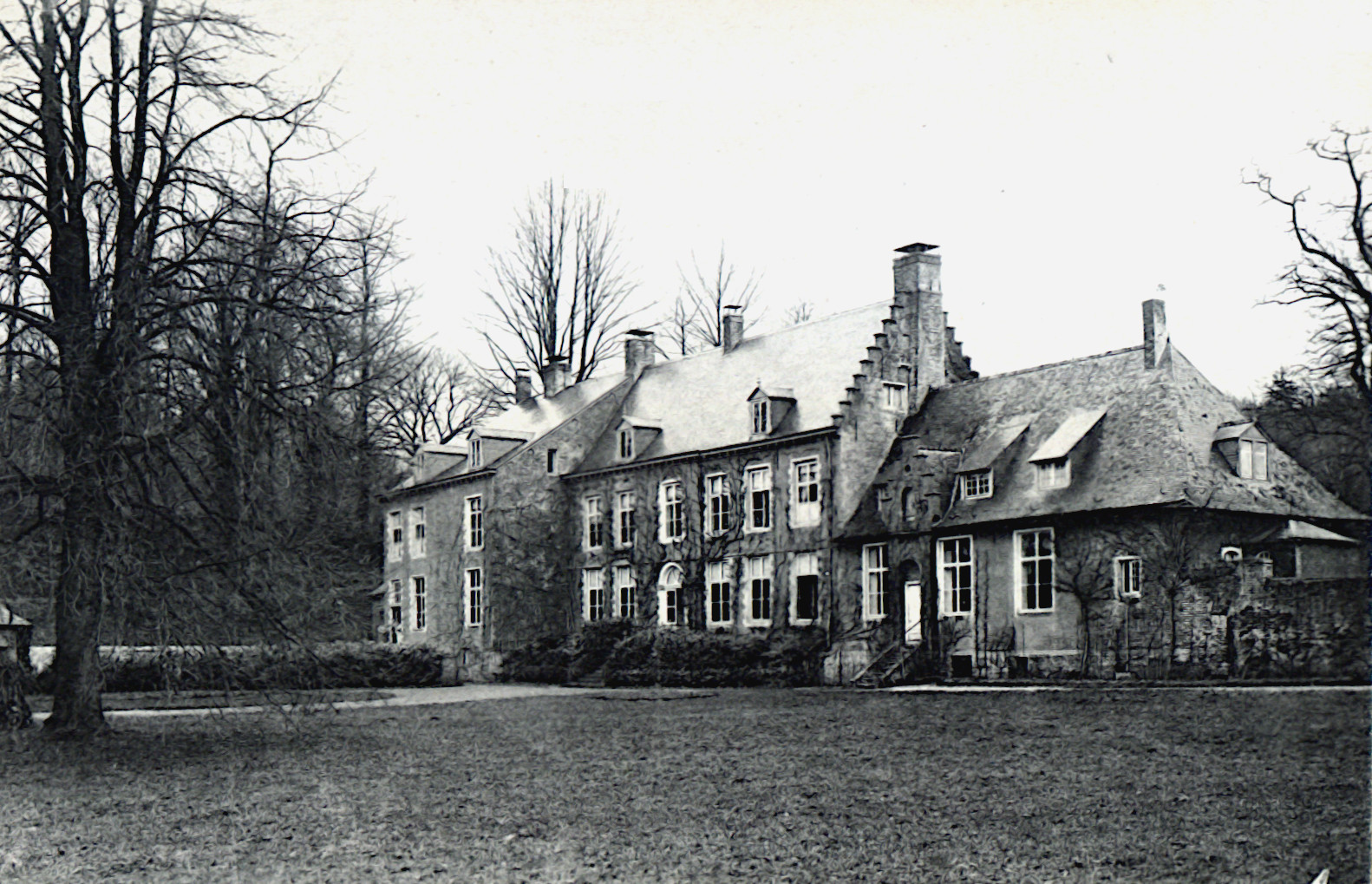
Château Savenel.